# Hala Jaworzyna Rusinowa

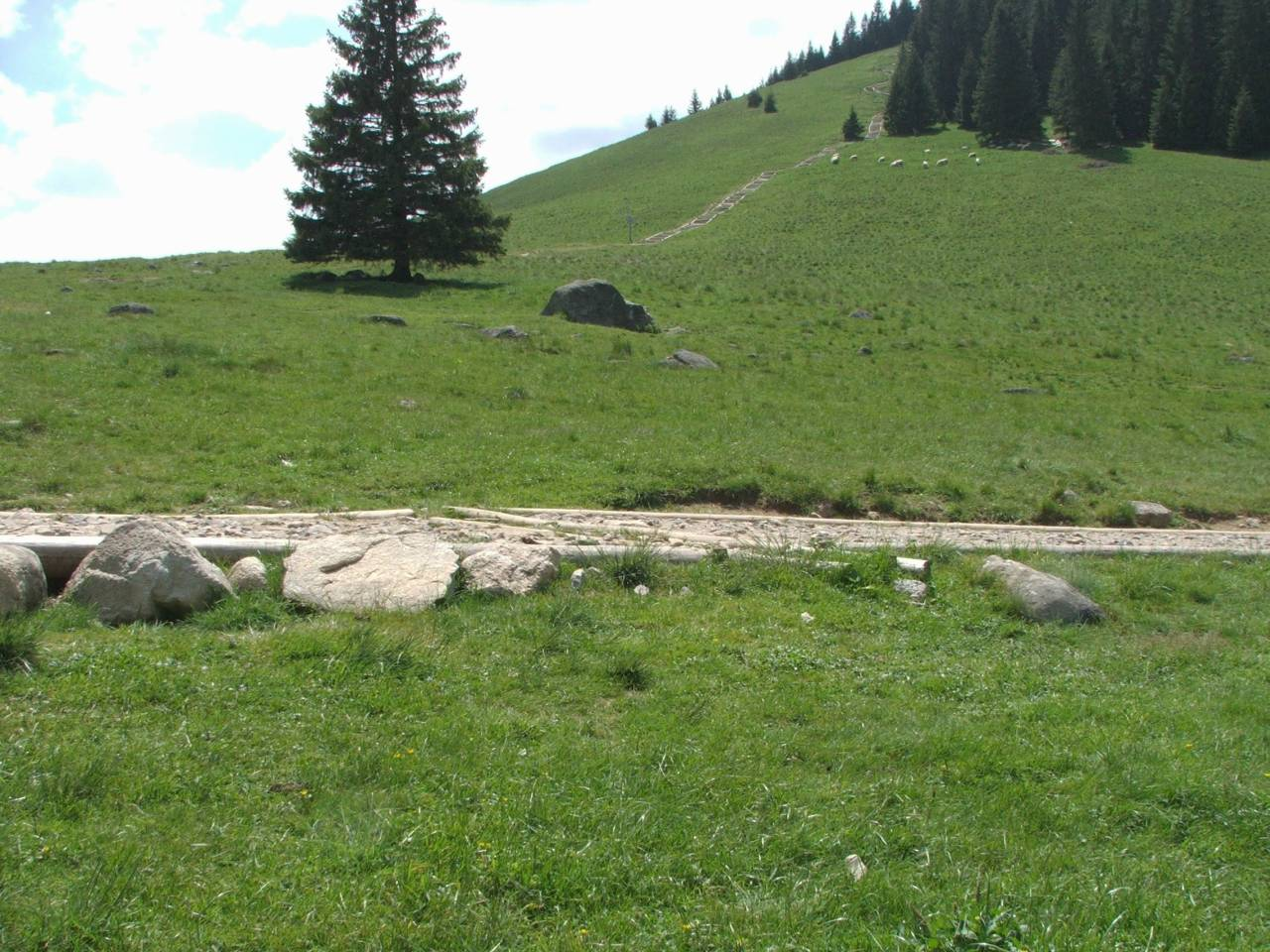
Rusinowa Polana

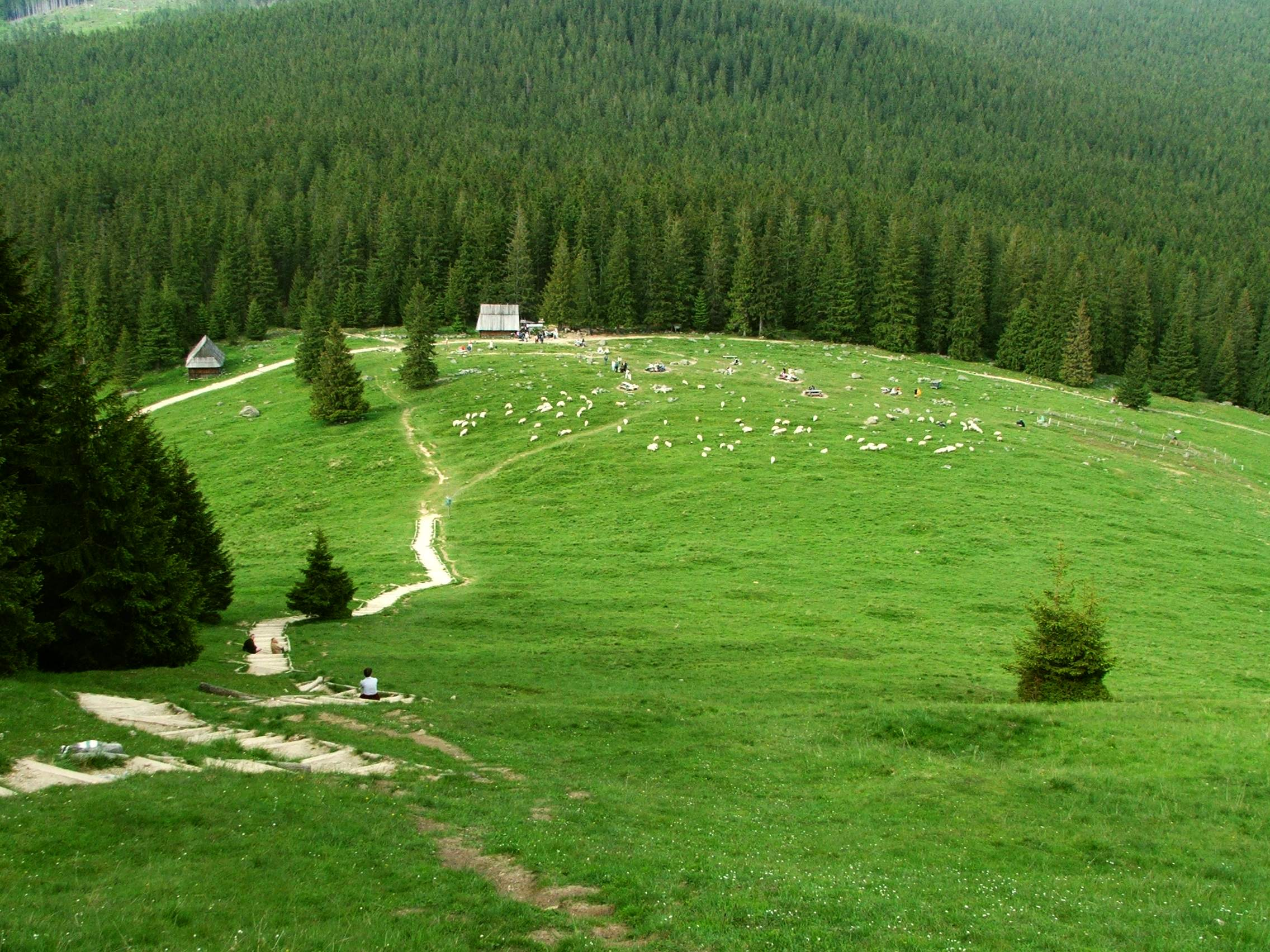
Widok ze szlaku na Gęsią Szyję na tereny dawnej hali

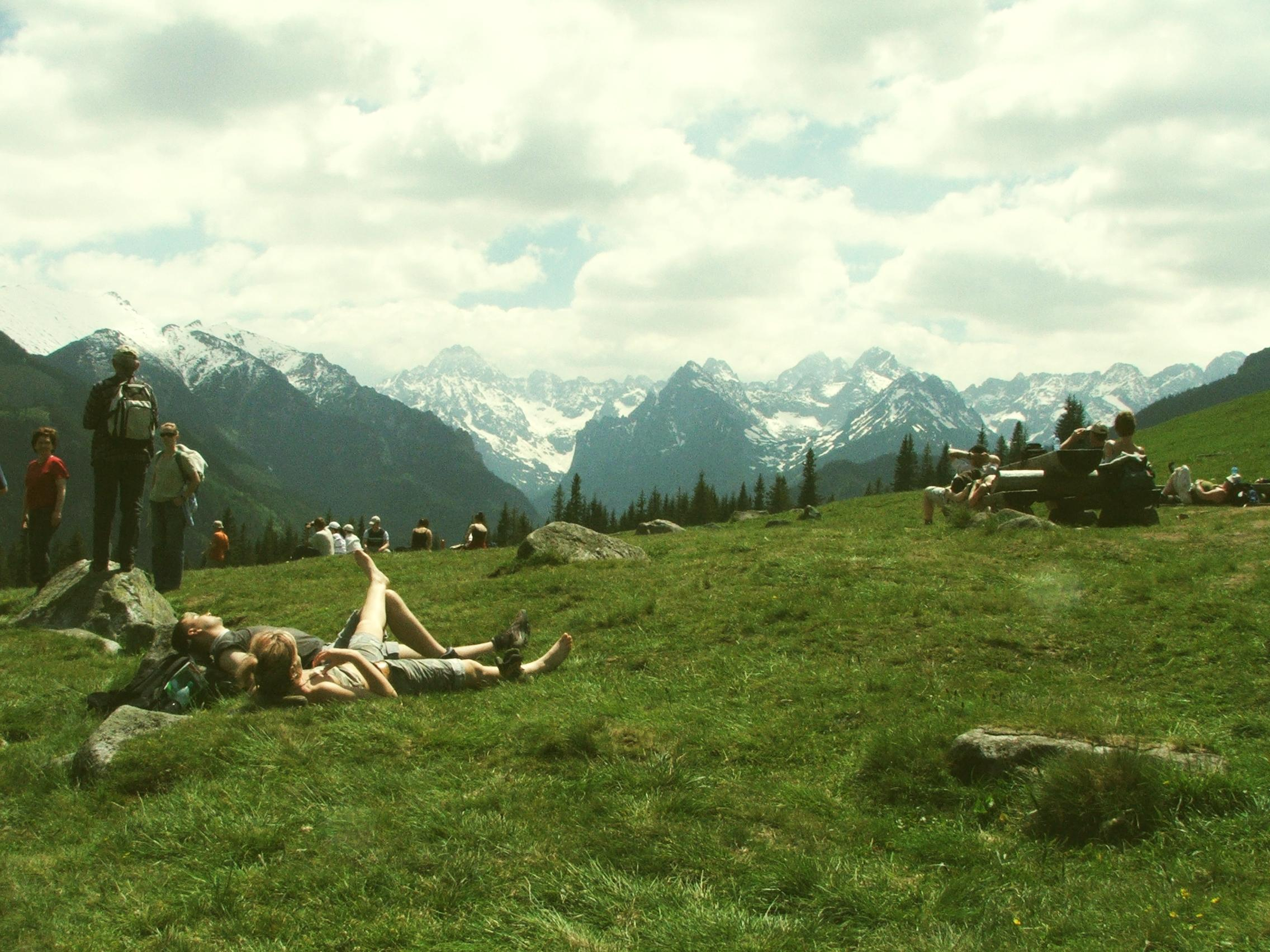
Widok na Tatry Wysokie i Bielskie

Hala Jaworzyna Rusinowa – dawna hala pasterska w Tatrach Wysokich.
Hala była nazywana przez górali Jaworzyną, Jaworzyną Rusinową, Jaworzyną Rusińską, Rusińską Halą lub Rusinką. W jej skład wchodziła Rusinowa Polana oraz wschodnie i północne zbocza Gęsiej Szyi. Dodatkowymi uprawnieniami właścicieli tej hali był cerkiel leśny (potem zamieniony został na ekwiwalent leśny). Według przekazów ludowych nazwa hali pochodzi od nazwiska dawnego jej właściciela – sołtysa Rusina ze wsi Groń. Jednak najstarsze zachowane dokumenty podają, że pierwszym jej właścicielem w 1628 r. był sołtys tej wsi, ale o nazwisku Adam Groński-Belzyk. Potem, głównie w wyniku podziałów przy dziedziczeniu, hala miała już wielu właścicieli. W 1766 r. byli wśród nich Rusińscy albo Rusinowscy, w 1818 r. m.in. Bartek Rusin i Jan Rusin. Hala wzmiankowana jest również w dokumentach z 1633 r. jako Węgierska Górka i 1699 jako Rusienka.
W ostatnim okresie swojego istnienia hala ta wykorzystywana była przez bacę Murzańskiego z Gronia jako tzw. przepaska. Wypasał on na hali Za Mnichem, jednak ze względu na jej wysokogórskie położenie wiosną musiał przetrzymać stado na niżej położonych pastwiskach, zanim tam zazieleniła się trawa. Na Jaworzynie Rusinowej przetrzymywał stado również przez zimę, karmiąc je skoszonym z polany sianem. Było to ostatnie zimowisko w Tatrach.
W latach 60. XX wieku ogólna powierzchnia hali wynosiła 51,64 ha, w tym pastwiska stanowiły 15,0 ha, halizny 12,49 ha, lasy 24,15 ha. Wypas (przeliczony w owcach) wynosił 195 sztuk. Polana była koszona, wypas odbywał się na jej obrzeżach, haliznach i w lesie. Na polanie wypasano dopiero po jej wykoszeniu. Położone na wysokości 1150–1490 m bardzo strome zbocza Gęsiej Szyi ulegały w wyniku nadmiernego wypasu erozji. Lasy otaczające tę halę są ostoją jeleni i rzadkich gatunków ptaków, a wypas je płoszył.
Ostatnim wypasającym na tej hali był baca Jan Murzański. Po włączeniu obszaru tej hali do TPN wypas zniesiono. Potem przywrócono tzw. kulturowy wypas na samej polanie. Z istniejącego dawniej dużego zgrupowania ok. 20 zabudowań pasterskich pozostało jeszcze kilka, można tu kupić oscypki. Polana ta jest dobrym punktem widokowym na Tatry Bielskie oraz szczyty Tatr Wysokich w rejonie Morskiego Oka.

## Szlaki turystyczne
– niebieski z Zazadniej przez Rusinową Polanę do Palenicy Białczańskiej.
- Czas przejścia z Zazadniej na Rusinową Polanę: 1:15 h, ↓ 1 h
- Czas przejścia z Rusinowej Polany do Palenicy Białczańskiej: 40 min, z powrotem 50 min

 – zielony z Wierchporońca przez Rusinową Polanę i Gęsią Szyję na Rówień Waksmundzką, a dalej do schroniska „Murowaniec”.
- Czas przejścia z Wierchporońca na polanę: 1 h, ↓ 45 min
- Czas przejścia z polany przez Gęsią Szyję na Rówień Waksmundzką: 1 h, z powrotem 50 min

 – czarny odchodzący od dolnego skraju polany, prowadzący na Polanę pod Wołoszynem. Czas przejścia w obie strony: 25 min